# 18 bites architektúra
A számítógép-architektúrák területén 18 bites egészek, memóriacímek és más adategységek azok, melyek legfeljebb 18 biten (2,25 oktett) kifejezhetők, illetve ilyen szélesek. 18 bites mikroprocesszor-, illetve ALU-architektúrák továbbá azok, melyek ilyen méretű regisztereket, címsíneket és adatsíneket használnak.
18 biten 262 144 értéket lehet megkülönböztetni.

## Példák 18 bites számítógép-architektúrákra
- A legismertebb 18 bites architektúrák közé tartoznak a Digital Equipment Corporation által 1960 és 1975 között gyártott PDP-1, PDP-4, PDP-7, PDP-9 és PDP-15 miniszámítógépek.
- A UNIVAC több 18 bites számítógépet forgalmazott, köztük a UNIVAC 418-at és számos katonai rendszert.
- Az IBM 7700 Data Acquisition System 18 bites számítógép volt.
- A BCL Molecular
- A NASA Standard Spacecraft Computer NSSC-1